# Cantó de Saint-Pierre-Église
El cantó de Saint-Pierre-Église és un cantó francès del departament de la Manche, situat al districte de Cherbourg-Octeville. Té 18 municipis i el cap es Saint-Pierre-Église.

## Municipis
- Brillevast
- Canteloup
- Carneville
- Clitourps
- Cosqueville
- Fermanville
- Gatteville-le-Phare
- Gonneville
- Gouberville
- Maupertus-sur-Mer
- Néville-sur-Mer
- Réthoville
- Saint-Pierre-Église
- Le Theil
- Théville
- Tocqueville
- Varouville
- Le Vast

## Història
| Data d'elecció                           | Identitat               | Partit                      | Qualitat |
| ---------------------------------------- | ----------------------- | --------------------------- | -------- |
| 1945-1949                                | Étienne Laronche        | Divers gauche               |          |
| 1949-1961                                | Étienne Laronche        | Independent                 |          |
| 1961-1973                                | Maurice Anthouard       | Divers droite               |          |
| 1973-1998                                | Jean Lejeune            | Sense etiqueta, després UDF |          |
| 1998-2004                                | Jean-Marie Lebouteiller | Divers droite               |          |
| 2004-                                    | Christine Lebacheley    | Divers droite               |          |
| les dades anteriors no són pas conegudes |                         |                             |          |
|                                          |                         |                             |          |

## Demografia
| A partir de 1990: Població sense dobles comptes |